# Księga zasłużonych dla województwa tarnobrzeskiego
Księga zasłużonych dla województwa tarnobrzeskiego – wyróżnienie przyznawane w okresie Polskiej Rzeczypospolitej Ludowej w województwie tarnobrzeskim.
Uroczystość wpisu do księgi odbywała się w przeddzień Święta Odrodzenia Polski (obchodzonego 22 lipca).
Ostatnie wpisy do księgi w okresie PRL dokonano w 1989, a rok później w 1990 nie kontynuowano tej tradycji.

## 1978
„Księga zasłużonych dla województwa tarnobrzeskiego” została założona podczas uroczystej sesji 19 lipca 1978, podczas której radni WRN i członkowie WK FJN w Tarnobrzegu podjęli uchwałę, wschodzącą w życie wraz z jej podjęciem. Wówczas zostało wpisanych do „księgi ludzi zasłużonych dla województwa tarnobrzeskiego” 17 osób (jako pierwszych w historii Księgi):
Jan Baran (Grębów), Roman Bartkiewicz (Brzezie), Bolesław Borowiecki (Nowa Dęba), Tadeusz Gąsiorek (Tarnobrzeg), Jan Grzesik (Faliszewice), Jarosław Iwaszkiewicz (poseł z ziemi tarnobrzeskiej), Władysław Kruczek (poseł z ziemi tarnobrzeskiej), Teodor Kufel (Staszów), Zdzisław Malicki (Stalowa Wola), Zofia Orzechowska (Sandomierz), Włodzimierz Pawlisz (Tarnobrzeg), Jan Puzoń (Rzeczyca Książęca), Stefan Satora (Skopanie), Edmund Tomaszewski (Tarnobrzeg), Jadwiga Węglewicz (Czyżów Szlachecki), Wiktor Wierzbicki (Stalowa Wola), Józef Worek (Stalowa Wola).

## 1979
Uchwałą Wojewódzkiej Rady Narodowej w Tarnobrzegu z 1979 zostało wpisanych do „księgi ludzi zasłużonych dla województwa krośnieńskiego” 20 osób w uznaniu za zaangażowanie i ofiarność w pracy zawodowej i społecznej oraz wybitny wkład w rozwój społeczno-gospodarczy województwa:
Waldemar Barański (Kunice), Ksawera Barańska (Grabina), Mieczysław Biernat (Tarnobrzeg), Zbigniew Bukład (Tarnobrzeg), Alina Cygan (Oględów), Tadeusz Czuba (Janów Lubelski), Maria Korga (Tarnobrzeg), Adam Kowalik (Tarnobrzeg), Olga Lilien (Tarnobrzeg), Władysław Marzec (Osinki), Jan Pałacha (Stalowa Wola), Władysław Paterek (Stalowa Wola), Stanisław Pawłowski (Warszawa), Jan Pietras (gmina Modliborzyce), Mieczysław Skiba (Kobylany), Bronisław Sitko (Zawichost), Mieczysław Siwiec (Gorzyce), Stanisław Szczytyński (Tarnobrzeg), Bronisław Trojanowski (Tarnobrzeg), Piotr Tudor (Nisko).
Uroczystość odbyła się 19 lipca 1979 w Tarnobrzegu.

## 1980
Postanowieniem Prezydium Wojewódzkiej Rady Narodowej w Tarnobrzegu z 1980 zostało wpisanych do „Księgi ludzi zasłużonych dla województwa tarnobrzeskiego” 26 osób za zaangażowanie i ofiarność w pracy zawodowej i społecznej oraz wybitny wkład w rozwój społeczno-gospodarczy regionu:
Janina Bakalarska (Sandomierz), Józef Dziekan (Baranów Sandomierski), Bolesław Daraż (Tarnobrzeg), Edward Galiński (Janów Lubelski), Stefan Karaś (Tarnobrzeg), Irena Karwan (Sobów), Stanisław Kopyto (Gorzyce), Alicja Majewska (Zdziłowice), Zbigniew Małkiewicz (Rytwiany), Stanisław Mazurkiewicz (Stalowa Wola), Czesława Mierzwa (Skopanie), Czesław Mikołajek (Nowe), Franciszek Nadrowski (Grzybów), Stanisław Pałka (Rzeczyca Długa), Franciszek Piętak (Tarnobrzeg), Janusz Pikulski (Stalowa Wola), Jan Powęska (Mostki), Adam Przybylski (Tarnobrzeg), Bolesław Sadorski (Staszów), Władysław Serzysko (Sandomierz), Bogdan Sierant (Klimontów), Tadeusz Sokala (Stalowa Wola), Władysław Stolicki (Połaniec), Zdzisław Woźniak (Sandomierz), Mikołaj Ulanicki (Sandomierz), Maria Żmudzińska (Opatów).
Uroczystość odbyła się w lipcu 1980 w Tarnobrzegu.

## 1982
Postanowieniem Prezydium Wojewódzkiej Rady Narodowej w Tarnobrzegu z 1982 zostało wpisanych do „księgi zasłużonych dla województwa tarnobrzeskiego” 15 osób:
Władysław Baran (Piórków), Władysław Gawlik (Tarnobrzeg), Mieczysław Gradzik (Klimontów), Józef Jakubowicz (Tarnobrzeg), Zofia Kołacz (Pielaszów), Stanisław Kos (Tarnobrzeg), Stefan Krzesimowski (Sandomierz), Witold Łasisz (Grzybów Szczeglicki), Maria Malec (Staszów), Jan Misiak (Tarnobrzeg), Marceli Sonnenberg (Stalowa Wola), Eugeniusz Wianecki (Sandomierz), Tadeusz Wierdak (Tarnobrzeg), Józef Wnęk (Tarnobrzeg), Władysław Wołoszyński (Tarnobrzeg), Józef Zygmunt (Jeżowe).
Uroczystość odbyła się 20 lipca 1982 w Tarnobrzegu.

## 1983
Uchwałą Prezydium Wojewódzkiej Rady Narodowej w Tarnobrzegu z 1983 zostało wpisanych przez Prezydium WRN do „Księgi zasłużonych dla województwa tarnobrzeskiego” 15 osób:
Wiktor Bawankiewicz (Zaklików), Józef Byszuk (Annopol), Stanisław Chamyra (Dąbrowa Rzeczycka), Kazimiera Chodzyńska (Rzuchów), Zdzisław Chmiel (Rudnik nad Sanem), Zofia Iskra (Obrazów), Michał Łukasiewicz (Romanówka), Franciszek Olszówka (Ulanów), Lucyna Pikula (Modliborzyce), Stanisław Skrzypek (Jasień), Józef Sokulski (Ossolin), Barbara Stemplewska (Osiek), Jan Wcisło (Moczydła Stare), Edward Zuń (Batorz), Stanisław Żuławski (Iwaniska).
Uroczystość odbyła się w lipcu 1983 w Tarnobrzegu.

## 1984
Uchwałą Prezydium Wojewódzkiej Rady Narodowej w Tarnobrzegu z lipca 1984 zostało wpisanych do „Księgi zasłużonych dla województwa tarnobrzeskiego” 27 osób:
Władysław Anasiewicz (Janów Lubelski), Jacek Antonowicz (Stalowa Wola), Janusz Basiak (Tarnobrzeg), Bronisław Biernat (gmina Chrzanów), Jan Butryn (Jastków), Stanisław Celjowski (Staszów), Regina Gromek (Opatów), Jan Gul (Mostki), Henryk Herliczka (Stalowa Wola), Edward Kopyciński (Sztastarka), Jan Kossakowski (Nowa Dęba), Jan Kowalik (Stalowa Wola), Aleksandra Kozerska (Bogoria), Maria Kozioł (Tarnobrzeg), Eugeniusz Kunysz (Ćmielów), Anna Kwas (Sandomierz), Irena Leśniowska (Gorzyce), Władysław Łuczak (Sandomierz), Ligia Moskal (Stalowa Wola), Jan Metryk (Trześnia), Wiktor Mikoś (Tarnobrzeg), Piotr Ptak (Kurozwęki), Tadeusz Rzeżuchowski (Nisko), Jerzy Skulski (Nisko), Stanisław Stańczak (Opatów), Jan Szpakowski (Sandomierz), Zdzisław Szypuła (Majdan Królewski), Henryk Trojanowski (Stalowa Wola). Ponadto wpisano do Księgi zbiorowości społeczne: Wojewódzka Organizacja Związku Bojowników o Wolność i Demokrację, Zarząd Wojewódzki Związku Ochotniczych Straży Pożarnych, Redakcja „Nowiny”, Zespół Pieśni i Tańca „Lasowiacy” ze Stalowej Woli, Dom Pomocy Społecznej w Janowie Lubelskim, Spółdzielnia Inwalidów „Zjednoczenie” w Nowej Dębie, Kombinat Przemysłowy „Huta Stalowa Wola”, Zakłady Metalowe w Nowej Dębie, Tarnobrzeskie Przedsiębiorstwo Budownictwa Przemysłowego, gmina Szastarka
Uroczystość odbyła się 18 lipca 1984 w Tarnobrzegu.

## 1985
Uchwałą Prezydium Wojewódzkiej Rady Narodowej w Tarnobrzegu z 1985 zostało wpisanych do „Księgi zasłużonych dla województwa tarnobrzeskiego” 22 osoby:
Władysław Babiracki (Rachów), Bolesław Błasiak (Stalowa Wola), Eugeniusz Czuba (Janów Lubelski), Franciszek Domański (Tarnobrzeg), Mieczysław Dydo (Piaseczno), Bronisław Gromek (Balbinów), Marian Grunwald (), Eugeniusz Gutman (Grzybów), Marian Mazur (Tarnobrzeg), Adolf Pasiak (Nisko), Stanisław Pyć (Janów Lubelski), Anna Rolecka (Opatów), Jan Sikora (Staszów), Grażyna Sołtyk (Łubnice), Zygmunt Surowiec (Skotniki), Jan Tomczyk (Stalowa Wola), Władysław Wach (Wrzawy), Eugeniusz Wermiński (Tarnobrzeg), Helena Wesołowska (Modliborzyce), Władysław Wiatrowski (Górki Klimontowskie), Zdzisław Wydra (Nisko), Julian Zacharzewski (Tarnobrzeg).
Ponadto zostały wpisane do Księgi zbiorowo podmioty: Fabryka Firanek im. Małgorzaty Fornalskiej „Wisan” w Skopaniu, Klub Honorowych Dawców Krwi „Samarytanin” przy Kopalni Siarki „Jeziórko”, Kopalnie i Zakłady Przetwórcze Siarki „Siarkopol”, Zakład Naprawczy Mechanizacji Rolnictwa w Rytwianach.
Uroczystość odbyła się 19 lipca 1985 w Tarnobrzegu.

## 1986
Uchwałą Prezydium Wojewódzkiej Rady Narodowej w Tarnobrzegu z 18 lipca 1986 zostało wpisanych do „Księgi zasłużonych dla województwa tarnobrzeskiego” 18 osób, które swą rzetelną i ofiarną pracą wniosły szczególny wkład w realizację zadań społeczno-produkcyjnych oraz rozwój Rzeszowszczyzny:
Tadeusz Bobek (Tarnobrzeg), Stefan Buś (Nowa Dęba), Michał Domański (Nowa Dęba), Jan Jaworski (Grzybów), Jan Kaproń (Dzwola), Stefan Koleński (Stalowa Wola), Jan Korczak (Tarnobrzeg), Zdzisław Kotlik (Nisko), Mieczysław Madej (Rytwiany), Stanisław Michalski (Włostów), Tadeusz Oktawiec (Nowa Dęba), Tadeusz Rutyna (Tarnobrzeg), Michał Samek (Stalowa Wola), Józef Sobieraj (Ćmielów), Zofia Trela (Baranów Sandomierski), Julian Wolny (Sandomierz), Mieczysław Wrzesień (Kaliszany), Adam Żaba (Polichna). Ponadto wpisano do Księgi zbiorowości: Sadowniczy Zakład Doświadczalny w Lipowej, Rejon Dróg Publicznym w Janowie Lubelskim, Wojewódzkie Przedsiębiorstwo Rolno-Przemysłowe w Nisku, Wytwórnia Sprzętu Komunikacyjnego „PZL-Gorzyce”.
Uroczystość odbyła się 18 lipca 1986 w Tarnobrzegu.

## 1987
Uchwałą Prezydium Wojewódzkiej Rady Narodowej w Tarnobrzegu z 1987 zostało wpisanych do „Księgi zasłużonych dla województwa tarnobrzeskiego” 19 osób:
Tadeusz Banasiak (Wysoki-Małe), Edward Bystroń (Mokoszyn), Bolesław Chmielowiec (Gorzyce), Marek Czerna (Staszów), Mieczysław Goszczański (Tarnobrzeg), Liliana Iwańska (Tarnobrzeg), Bogusław Jaźwiec (Tarnobrzeg), Tadeusz Kagan (Tarnobrzeg), Edward Kostrzewa (Stalowa Wola), Tadeusz Malec (Zaklików), Zofia Mastej (Stalowa Wola), Antoni Nakielski (Tarnobrzeg), Stanisław Olszanecki (Tarnobrzeg), Jan Osieł (gmina Dzwola), Stanisław Sałęga (Stany), Edward Sarzyński (Tarnobrzeg), Ludwik Słabikowski (Stalowa Wola), Eugeniusz Stępień (Tarnobrzeg), January Szwagierczak (Grochocice).
Ponadto indywidualnie do Księgi został wpisany Tarnobrzeski Kombinat Budowlany w Stalowej Woli.
Uroczystość odbyła się 20 lipca 1987 w Tarnobrzegu.

## 1988
Uchwałą Prezydium Wojewódzkiej Rady Narodowej w Tarnobrzegu z 21 lipca 1988 zostało wpisanych do „Księgi zasłużonych dla województwa tarnobrzeskiego” 29 osób:
Artur Antończyk (Tarnobrzeg), Stanisław Czaja (Padew Narodowa), Tadeusz Grądziel (Tarnobrzeg), Kazimierz Latawiec (Stalowa Wola), Stanisław Madej (Staszów), Antoni Malcharek (Nowa Dęba), Władysław Nowak (Tarnobrzeg), Antoni Ptak (Nisko), Jan Smykała (Tarnobrzeg), Henry Zdyb (Lipowa).
Ponadto do Księgi została wpisana Komenda Wojewódzka Ochotniczych Hufców Pracy w Tarnobrzegu.
Uroczystość odbyła się 21 lipca 1988 w Tarnobrzegu.

## 1989
Uchwałą Wojewódzkiej Rady Narodowej w Tarnobrzegu z 1989 zostało wpisanych do „Księgi zasłużonych dla województwa tarnobrzeskiego” 12 osób:
Rajmund Aschenbrenner (Tarnobrzeg), Jan Błachowicz (Tarnobrzeg), Alicja Bracławska-Rewera (Złota), Stanisław Dobek (Kleczanów), Bolesław Gradziński (Tarnobrzeg), Marian Kasprowicz (Tarnobrzeg), Czesław Kokoszka (Janów Lubelski), Jan Kowalski (Staszów), Stanisław Libicz (Stalowa Wola), Franciszek Sycz (Nisko), Jerzy Zarański (Tarnobrzeg), Maria Ziarek (Tarnobrzeg).
Ponadto do Księgi zostały wpisane gmina Batorz i Huta Szkła Okiennego w Sandomierzu.
Uroczystość odbyła się 21 lipca 1989 podczas sesji WRN, MRN, RW i RM PRON w Wojewódzkim Domu Kultury w Tarnobrzegu.